# Leigh Bromby
Leigh Bromby (nacido en Dewsbury, Yorkshire, Inglaterra, el 2 de junio de 1980) es un jugador profesional de fútbol Inglés. Juega actualmente en el Leeds United del Football League One de Inglaterra.

## Carrera
Bromby comenzó su carrera de fútbol en Liversedge antes de ser fichado por Sheffield Wednesday. Progresó en la cantera del Sheffield Wednesday, antes de llegar a la ciudad de Mansfield Town por tres meses. Él estaba abajo en Sheffield Wednesday la temporada siguiente pero tuvo que esperar hasta el diciembre del 2000 antes de hacer su debut como sustituto en una derrota en casa por 1-0 contra el Wolverhampton Wanderers. Él pasó la parte de la temporada 2002-2003 cedido en Norwich City antes de volver a Wednesday. Después de hacer 112 partidos para el club él se fue a los rivales Sheffield United en una transferencia libre el 24 de mayo de 2004.

## Clubes
| Club                | País       | Año       |
| ------------------- | ---------- | --------- |
| Mansfield Town      | Inglaterra | 1999-2000 |
| Sheffield Wednesday | Inglaterra | 2000-2003 |
| Norwich City        | Inglaterra | 2003      |
| Sheffield Wednesday | Inglaterra | 2003-2004 |
| Sheffield United    | Inglaterra | 2004-2008 |
| Watford FC          | Inglaterra | 2008-2009 |
| Sheffield United    | Inglaterra | 2009      |
| Leeds United        | Inglaterra | 2009-     |